# Кульчицька Ольга Валеріївна
Ольга Валеріївна Кульчицька (нар.. 13 листопада 1971) — українська артистка театру і кіно, актриса Національного академічного драматичного театру імені Лесі Українки. (Київ). Народна артистка України (2011).

## Біографія
Ольга Кульчицька народилася 13 листопада 1971 року. У 1993 році закінчила Київський інститут театрального мистецтва імені Карпенка-Карого. З 15 жовтня 1994 року — актриса Національного академічного театру російської драми імені Лесі Українки (нині Національний академічний драматичний театр імені Лесі Українки). 

## Творчість

### Ролі в театрі
Національний академічний драматичний театр імені Лесі Українки).
- «Edith Piaf: життя в рожевому світлі» (Жінка)
- «В полоні пристрастей (Камінний господар)» (Долорес)
- «Д-р» (Мара, його дружина)
- «Дерева помирають стоячи» (Марта-Ізабелла)
- «Як важливо бути серйозним» (Ґвендолен Ферфакс)
- «Ненормальна» (Вона)
- «Занадто одружений таксист» (Мері Сміт)
- «Занадто щасливий батько» (Мері Сміт)
- «Сто п'ята сторінка про кохання» (Дружинниця, Бабуся Віри)

Театральні роботи
- «Цинічна комедія» (2012)
- «НОРД-ОСТ. Майбутнє покаже» (2011)
- «Трохи мерехтить примарна сцена… (Ювілей. Ювілей? Ювілей!)» (2011)
- «Маскарад» (2004)
- «Сон в літню ніч» (2003)
- «І все це було… і все це буде…» (2001)
- «Неймовірний бал» (2001)
- «Любов і війна» (2000)
- «Помста по-італійськи» (2000)
- «Розлучення по-російськи» (1999)
- «Блоха у вусі» (1998)
- «Ігри на задньому дворі» (1997)
- «Любов студента» (1996)
- «Ревнощі» (1995)
- «Маленька дівчинка» (1995)
- «Історія однієї пристрасті» (1994)
- «Молоді роки короля Людовіка XIV» (1993)

### Фільмографія
- 2009 — «При загадкових обставинах» (Фільм № 1 «Поїзд, що зник»), Маша дружина Металіста (Україна)
- 2006 — «Дивне Різдво», Надя (Україна)
- 1999 — «День народження Буржуя», епізод

## Нагороди
- Заслужена артистка України (22.07.1999)[1]
- Народна артистка України (24.06.2011)[2].